# 2114 Wallenquist
2114 Wallenquist là một tiểu hành tinh được phát hiện ngày 19 tháng 4 năm 1976 ở Đài thiên văn núi Stromlo bởi C.-I. Lagerkvist.